# Annet de Clermont-Gessant
Annet de Clermont-Gessant (Auvernia, 1587-Malta, 2 de junio de 1660) fue un  Gran maestre de la Orden de Malta y además lo nombraron gobernador de Valance en 1581. Era miembro de la Casa de Clermont-Tonnerre.
Está enterrado en la Concatedral de San Juan (La Valeta).